# 소그블레티르
소그블레티르(아이슬란드어: Sogblettir)는 아이슬란드의 밴드이다. 1986년 레이캬비크에서 보컬리스트 욘 율리위스 필리퓌손, 기타리스트 아르나르 사이바르손, 드러머 귄나르 사이뮌손, 베이시스트 아리 엘돈이 결성하였으며, 욘이 밴드를 탈퇴한 후에는 그리에타르가 보컬을 맡았다.

## 역사
아르나르 사이바르손은 비요크의 이복동생이며, 아리 엘돈은 비요크가 활동하던 슈가큐브스의 기타리스트이자 당시 비요크의 남편이었던 소르 엘돈의 친동생이다.
1987년 2월부터 세 달여 동안 합주한 밴드는 4월 무식틸뢰이니르에 출전하였지만, 경연에서 3위를 달성해 결승에 진출하지는 못했다. 해당 공연에서 소그블레티르의 연주와 무대 모두 완벽했다고 극찬한 모르귄블라디드의 아르니 마트는 펑크의 인기가 저물었기 때문에 떨어졌다고 언급하였다. 이후 인터뷰를 응한 한 멤버는 "신경 쓰지는 않는다. 다만 나는 우리가 2등을 할 만하다고 생각했다."라고 소감을 밝혔다.
언더그라운드 밴드 컴필레이션 음반 《Snarl》에 〈Helvítis Djöfull〉, 〈Morðingjarnir〉, 〈5 Gír〉까지 총 세 곡이 수록됐다. 기획자 귄나르 햐울마르손은 "지금 당장 음반을 발매할 가능성이 별로 없는 그저 재밌는 밴드들"을 모은 것이라 설명했다.

## 음악 스타일
1987년 3월 말의 공연을 본 아르니 마트는 밴드의 음악을 "섹스 피스톨즈가 디스코를 한다"라고 묘사했다. 인터뷰에서 밴드의 음악이 펑크 록인지 아니면 공격적인 록 음악인지에 대한 질문에 펑크 록 밴드라고 답하였다. 귄나르 햐울마르손은 밴드가 본브리그디의 길을 따라간다고 언급했다.

### 영향
로버트 와이어트, 데드 케네디스, 텔레비전의 기타리스트 리처드 로이드를 좋아한다고 밝혔다.

## 멤버
- 욘 율리위스 필리퓌손 – 보컬
- 아르드나르 사이바르손 – 기타
- 귄나르 사이뮌손 – 드럼
- 아리 엘돈 – 베이스
- 그리에타르 – 보컬

## 디스코그래피

### EP
- 《Sogblettir》 (1987, 스메클레이사)
- 《Fyrsti kossinn》 (1988, 스메클레이사)

### 참여 음반
- 《Snarl》 (1987년, 에르다누무시크)
- 《Snarl II》 (1987년, 에르다누무시크)
- 《Alltaf sama svínið》 (2002, 스메클레이사)

### 내용주
1. ↑  당시 무식틸뢰이니르의 경연 방식은 가장 높은 점수를 받은 두 팀이 결승에 진출하는 것이었으며, 크바스가 3336점, 일스카우르스티 코스튀린이 2651점을 받으면서 2574점을 획득한 소그블레티르를 꺾었다.[3]

### 참조주
1. 1 2 3  마그누손, 안드리에스 (1987년 5월 21일). “Sogblettir”. 《모르귄블라디드》 (아이슬란드어). 2면. 2023년 9월 15일에 원본 문서에서 보존된 문서. 2023년 9월 15일에 확인함.
2. 1 2  “Músíktilraunir ´87” [무식틸뢰이니르 '87]. 《모르귄블라디드 B》 (아이슬란드어). 1987년 4월 1일. 1–4면. 2023년 9월 13일에 원본 문서에서 보존된 문서. 2023년 9월 13일에 확인함.
3. 1 2  마트, 아르니 (1987년 4월 8일). “Frysta tilraunakvöldið” [첫 시험의 날]. 《모르귄블라디드》 (아이슬란드어). 2023년 9월 14일에 원본 문서에서 보존된 문서. 2023년 9월 14일에 확인함.
4. ↑  마트히아손, 아르니 (1987년 7월 18일). “Neðanjarðartónlist á spólu” [테이프 속 언더그라운드 음악]. 《모르귄블라디드》 (아이슬란드어). 2023년 9월 15일에 원본 문서에서 보존된 문서. 2023년 9월 15일에 확인함.
5. ↑  마트, 아르니 (1987년 4월 5일). “Borgaropönk” [도시 펑크]. 《모르귄블라디드》 (아이슬란드어). 36면. 2023년 9월 13일에 원본 문서에서 보존된 문서. 2023년 9월 13일에 확인함.